# エリダヌス座イプシロン星b
エリダヌス座ε星b（エリダヌスざイプシロンせいb、Epsilon Eridani b, ε Eri b) は、エリダヌス座の方角に10光年離れた位置にあるエリダヌス座ε星の周りを公転している太陽系外惑星である。

## 発見
惑星が存在する可能性は、1990年代前半にブルース・キャンベルとゴードン・ウォーカーが率いるカナダのチームによって指摘されていたが、彼らの観測は確かな発見とまでは言えないものだった。正式に発見が発表されたのは、2000年8月7日アーティ・ハッツェスによるもので、ドップラー分光法に基づいて、恒星から平均3.3天文単位の軌道を1.2 ± 0.33木星質量の惑星が公転していると推定された。軌道は離心率の高い潰れた楕円軌道と考えられていた。
エリダヌス座ε系では恒星磁場に由来する大きなドップラーシフトが恒星本体から生じている。このため惑星の証拠とされたドップラーシフトが本当に惑星に対応しているのかは議論を呼んだが、2006年にハッブル宇宙望遠鏡による観測で惑星の存在が確実になった。

## 特徴
エリダヌス座ε星bは真円に近い軌道を7.4年周期で公転する木星型惑星で、その質量は惑星系の年齢を8億年と仮定したモデルで木星の 0.78 +0.38
−0.12 倍とされている。さらに恒星の周りに観測されている塵の環と惑星の軌道面が平行と仮定すれば、軌道傾斜角は34±2度で惑星質量は木星の1.19±0.12倍となる。惑星の半径は直接的には測定されていないが、系の年齢が若いため、木星よりわずかに大きい程度と推定されている。
この惑星は当初高い軌道離心率（およそ0.7）を持つ典型的なエキセントリック・プラネットと考えられていた。しかし2019年の Dimitri Mawet らの研究では、それまでの研究では恒星由来のドップラーノイズの影響で不正確な軌道が推定されており、実際には、太陽系の木星型惑星と同様に、真円に近い軌道を持つという結果が得られた。惑星の質量と軌道が木星に似ていること、惑星系の若さや塵円盤の存在から、この惑星系は初期の太陽系に似た状況にあると見なされている。

## 名称
2015年、国際天文学連合はエリダヌス座ε星及びε星bの固有名を募集した。同年12月15日、アメリカのワシントン州にあるマウンテンサイド中学校からの提案を採用し、ε星に Ran、ε星bに AEgir という固有名を付けたことを発表した。それぞれ北欧神話の海の神であるラーン、エーギルに由来する。